# Homoneura quadrispinosa
Homoneura quadrispinosa är en tvåvingeart som beskrevs av Mitsuhiro Sasakawa och Kozanek 1995. Homoneura quadrispinosa ingår i släktet Homoneura och familjen lövflugor.
Artens utbredningsområde är Nordkorea. Inga underarter finns listade i Catalogue of Life.